# A Cinderella Story: Once Upon a Song
A Cinderella Story: Once Upon a Song är en amerikansk ungdomskomedi/musikalfilm från 2011 i regi av Damon Santostefano, med Lucy Hale, Freddie Stroma, Megan Park, Matthew Lintz och Missi Pyle i huvudrollerna. Detta är en helt och hållet fristående uppföljare till Another Cinderella Story från 2008, samt den tredje gjorda filmen i hela A Cinderella Story-serien. Filmen släpptes på DVD och digitalt i USA den 6 september 2011, för att sedan visas på TV-kanalen ABC Family den 22 januari 2012. Den fick sedan en uppföljare, A Cinderella Story: If the Shoe Fits, som släpptes i augusti 2016.

## Handling
Katie Gibbs är en sångbegåvad tonårstjej, vars allra största dröm är att få bli världens bästa sångerska. Men problemet är bara att Katie bor tillsammans med den otroligt hemska, grymma och hunsande adoptivfamiljen Van Ravensway, som gör allt de bara kan för att sätta stopp och bromsa henne från sina musikaliska drömmar. Och när en stor talangtävling, med ett stort och dyrbart skivkontrakt i vinstpotten, sedan väntar runt hörnet, så blir Katie tvungen att låna ut sin otroligt vackra sångröst till sin otroligt talanglösa styvsyster Bev (smeknamn för Beverly), som dessutom tar åt sig all ära för just hennes sångröst. I och med detta så blir Katie tvungen att stå upp för sig själv och sina musikaliska drömmar, samtidigt som hon även försöker imponera på den otroligt söta skivbolagssonen Luke Morgan.

## Rollista
| Lucy Hale        | – Katie Gibbs                 |
| Freddie Stroma   | – Luke Morgan                 |
| Missi Pyle       | – Gail Van Ravensway          |
| Megan Park       | – Beverly "Bev" Van Ravensway |
| Matthew Lintz    | – Victor Van Ravensway        |
| Jessalyn Wanlim  | – Angela                      |
| Manu Narayan     | – Ravi/Tony Gupta             |
| Titus Makin Jr.  | – Mickey O'Malley             |
| Dikran Tulaine   | – Guy Morgan                  |
| Lucy Davenport   | – Ms. Plumberg                |
| Onira Tares      | – Galen tjej                  |
| Madison McMillin | – Tjej i närheten             |